# Wimi (Rose)
Die Rosensorte ‘Wimi’ (Synonym ‘Willy Millowitsch Rose’, ‘TANrowisa’) ist eine silbrigrosafarbene Teehybride mit karminrosa Rändern, die von Mathias Tantau jun. 1982 gezüchtet und von Rosen Tantau in den Markt eingeführt wurde.

## Ausbildung
Die Rose bildet einen aufrecht wachsenden, kompakten Strauch aus. Die Rosenpflanze wird etwa 80 cm bis maximal 120 cm hoch und 60 cm breit. Die meist einzeln angeordneten, silbrigrosafarbene Edelrosenblüten sind am Rand karmin- bis dunkelrosa gefärbt und werden aus 17 bis 25 gebogenen, kurzen Petalen gebildet. Im späteren Blütenstadium verbiegen sich die Petalen leicht nach außen und bilden eine hochgebaute, becherförmig geformte Blüte aus. Die Rosensorte ‘Wimi’ besitzt große, glänzende dunkelgrüne Blätter und ist durch einen kräftigen Rosenduft gekennzeichnet.
Die remontierende Rosensorte ‘Wimi’ ist winterhart (USDA-Klimazone 7b und wärmer). Sie blüht anhaltend von Juni bis Oktober und ist resistent gegenüber den bekannten Rosenkrankheiten.
Die Rosensorte gedeiht auf gut durchlässigem, humosem, nährstoffreichen Boden an sonnigen bis halbschattigen Standorten. Die Rosensorte Wimi ist anfällig gegenüber Staunässe im Boden. Sie eignet sich zur Flächenbepflanzung, zur Mischbepflanzung mit Lavendel in romantischen Staudengärten, zur Gruppenbepflanzung in Rosenbeeten und Bepflanzung von Blumenkübeln. Die Rosensorte ‘Wimi’ kann auch in der Floristik als Schnittrose verwendet werden.
Die Rosensorte wird in zahlreichen Rosarien und Gartenanlagen, unter anderem im Carla Fineschi Foundation Rose Garden (Toskana), Nippstress' Nebraska Roses, im Rosarium der Stadt Uetersen, im Europa-Rosarium Sangerhausen, im Deutschen Rosarium Dortmund sowie im Garten der Kölner Flora gezeigt.

## Namensgebung
Der Rosennamen 'Wimi' setzt sich aus den zwei Anfangsbuchstaben des Vor- und Nachnamens des Kölner Volksschauspielers Willy Millowitsch zusammen. Millowitsch soll 1982 bei der Rosentaufe gesagt haben:

„Bisher konntet ihr mich sehn und hören, jetzt könnt ihr mich sogar riechen.“

## Auszeichnungen
- Grand Valley Rose Society Show (Michigan): Court of Show / Ehrung (2000)
- Valley Rose Society Show: King of Show (2000)